# Аркадова, Ольга Александровна
Ольга Александровна Аркадова (родилась 13 марта 1987) — российская спортсменка, серебряный призёр Универсиады 2013 года по академической гребле.

## Биография
Участница чемпионата мира 2013 года, где стала четвёртой в гонке лёгких четвёрок.
Участница трёх чемпионатов Европы. В гонке лёгких двоек была 4-й - в 2011 году, 7-й - в 2012 году  и 12-м - в 2014 году.
Серебряный призёр Универсиады в Казани в гонке лёгких одиночек.